# Splachnum weberbaueri
Splachnum weberbaueri là một loài rêu trong họ Splachnaceae. Loài này được Reimers mô tả khoa học đầu tiên năm 1929.